# Curtiss CS
Die Curtiss CS war ein Aufklärungsflugzeug, Torpedobomber und Bomber der United States Navy. Das Flugzeug wurde durch die Firma Curtiss entwickelt und danach der Serienbau an die Firma Martin vergeben. Dort wurde es als Martin SC gebaut. Die Flugzeuge gab es als Landflugzeuge wie auch als Schwimmerflugzeuge.

## Geschichte
Das US Navy Bureau of Aeronautics erstellte eine Spezifikation aufgrund derer die Curtiss CS entwickelt wurde.
Die Entwurfsmerkmale der Curtiss CS ähneln der Douglas DT, es handelt sich bei beiden um Doppeldecker, deren Seitenleitwerk relativ groß war und in der Form sehr ähnlich. Ebenso wurde der Torpedo bei der Curtiss CS aerodynamisch günstig in einer Mulde am Rumpfunterteil des Flugzeugs angebracht.
Die Curtiss CS war ein ambitionierter Entwurf, der die damals in der Entwicklung stehenden Torpedobomber ins besonders in der Reichweite übertraf.
Im Juni 1922 wurden sechs CS-1 bestellt und bereits im November 1922 fand der Erstflug eines Flugzeuges statt. Die Rechte an dem Entwurf wurden durch das US-Militär erworben, ähnlich wie dies bereits schon bei der Martin MB der Fall war. Bei der Ausschreibung für ein größeres Produktionslos bekam die Firma Martin jedoch den Zuschlag für die Fertigung. Damit Martin diesen Auftrag ausführen konnte, wurden ihnen die Konstruktionsunterlagen und ein Musterflugzeug, die A-6501, zur Verfügung gestellt. Da die erste Martin SC-1 erst im August 1925 ausgeliefert wurde, deutet dies auf einen großen Aufwand beim Re-Engineering des Flugzeugs hin.
Das gleiche Szenario wiederholte sich mit dem Nachfolgemuster der Curtiss CS-2, das zur Martin SC-2 wurde. In diesem Fall ignorierte Martin die erhaltenen Konstruktionsunterlagen und fertigte völlig neue an, wobei Verbesserungen am Entwurf vorgenommen wurden. Solche Situationen, gepaart mit den Überkapazitäten aus dem Ersten Weltkrieg, führten zu Problemen in der amerikanischen Luftfahrtindustrie. Dies behinderte die Möglichkeiten und die Bereitschaft der Hersteller, technisch innovative Konstruktionen zu entwickeln.
Im Jahre 1924 wurden einige Reichweitenrekorde für Wasserflugzeuge durch die Curtiss CS-2 aufgestellt dabei wurden bis zu 2350 km in 20 Stunden und 28 Minuten zurückgelegt.
Die von Martin gebauten SC litten unter schlechten Flugeigenschaften und erhielten deswegen den Spitznamen „Seekuh“.

## Konstruktion
Der Rumpf des Flugzeuges bestand aus genieteten Stahlrohren. und war mit Stoff überzogen.
Der untere Flügel des Doppeldeckers war länger als der obere, und die Tragflächen waren klappbar, damit dieser Flugzeugtyp von Flugzeugträgern aus operieren konnte. Aufgrund des eingebauten Motors galt sie jedoch dafür als untermotorisiert. Die Tragflächen und das Leitwerk waren konventionelle Holzkonstruktion die mit Stoff bespannt war.
Der Pilot und der Richtschütze saßen hintereinander in separaten offenen Cockpits, während sich im Inneren des Rumpfes ein drittes Besatzungsmitglied befand, das die Rolle des Bombenschützen und Funkers übernahm. Diese Station war mit Luken im Rumpf ausgestattet, sodass sie den Bereich um das Flugzeug nach links und rechts überwachen konnte. Zudem befand sich eine Bauchblase am Boden, durch die er das Ziel anvisierte, um den Torpedo oder die Bomben ins Ziel zu bringen.
Der CS wurde so gebaut, dass sein Fahrwerk schnell und einfach zwischen einem Radfahrwerk und Schwimmer für das Landen auf dem Wasser ausgetauscht werden konnte.

## Versionen
Von dem Flugzeugtype Curtiss CS und Martin SC wurden 83 Einheiten gebaut.
Curtiss CS-1 – Herstellerbezeichnung Curtiss Modell 31
Sechs Flugzeuge gebaut mit einem Flugmotor Wright T-2, BuNo: A-6500 – A-6505
A-6501 wurde an Martin übergeben und diente als Vorlage für die Martin SC-1
A-6502 wurde umgebaut und zum Prototyp der CS-2
Die A-6503 wurde zur XSC-7 modifiziert, dabei bekam das Flugzeug einen 575 PS starken Wright T-3B Typhoon
Curtiss CS-2 – Herstellerbezeichnung Curtiss Modell 31A
Zwei Flugzeuge gebaut mit einem Wright T-3, BuNo: A-6731 – A-6732
Martin SC-1 – Herstellerbezeichnung Martin Modell 69
35 gebaute Flugzeuge mit einem Wright T-2
Martin SC-1, Martin Seriennummer: 98-132, BuNo: A-6801 – A-6835
Martin SC-2 – Herstellerbezeichnung Martin Modell 69
40 gebaute Flugzeuge mit einem Wright T-3
Martin SC-2, Martin Seriennummer: 133-172, BuNo: A-6928 – A-6967
Die A-6835 (SC-6) und die A-6835 (XSC-6) wurde modifiziert und mit dem Packard 3A-2500, der 730 PS entwickelte, zu den Prototypen der Martin T3M2

## Nutzung
Vereinigte Staaten'
Die Martin SC war nur für einen vergleichsweise kurzen Zeitraum, nämlich zwischen 1924 und 1927, im aktiven Dienst der US Navy. Danach wurde sie durch ihren Nachfolger, die Martin T3M, abgelöst.
- United States Navy
  - VS-3 (1924-)[1]
  - VT-1
  - VS-1
  - VT-2B (–1927)[1]
  - VN-3D8

## Technische Daten
| Kenngröße             | Curtiss CS-1 – Model 33 (Landflugzeug)                | Martin SC-2 – Model 69 (Wasserflugzeug)               |
| --------------------- | ----------------------------------------------------- | ----------------------------------------------------- |
| Besatzung             | 3                                                     | 3                                                     |
| Länge                 | 11,73 m                                               | 12,73 m                                               |
| Spannweite            | 17,22 m                                               | 17,22 m                                               |
| Höhe                  | 4,58 m                                                | 4,88 m                                                |
| Flügelfläche          | 79,56 m²                                              | 79,56 m²                                              |
| Flügelstreckung       |                                                       |                                                       |
| Leermasse             | 2127 kg                                               |                                                       |
| Startmasse            | 3586 kg                                               | 4023 kg                                               |
| Reisegeschwindigkeit  | 135 km/h                                              |                                                       |
| Höchstgeschwindigkeit | 169 km/h                                              | 164 km/h                                              |
| Dienstgipfelhöhe      | 2195 m                                                | 2400 m                                                |
| Reichweite            | 917 km                                                | 1990 km                                               |
| Triebwerke            | 1 × V-Motor Wright T-2 mit 530 PS (390 kW)            | 1 × V-Motor Wright T-3 mit 540 PS (397 kW)            |
| Bewaffnung            | zwei Maschinengewehre 7,62 cm, ein Torpedo mit 734 kg | zwei Maschinengewehre 7,62 cm, ein Torpedo mit 734 kg |

## Vergleichbare Typen
- Blackburn Blackburd
- Blackburn Dart
- Blackburn Velos
- Douglas DT
- Mitsubishi Type 1MT
- Mitsubishi B1M
- Naval Aircraft Factory PT